# Tyrrell 017
La Tyrrell 017 è una vettura da Formula 1 realizzata dalla Tyrrell nel 1988.

## Sviluppo
La vettura venne realizzata per competere nella stagione 1988 del campionato di Formula 1 ed era derivata dalla precedente Tyrrell DG016.

## Tecnica
La 017 venne progettata da Maurice Philippe e Brian Lisles ed era equipaggiata con un propulsore Cosworth V8 DFZ appositamente preparato dalla Cosworth, potenziato e a cui abbassò la testata per permettere ai progettisti Lisles e Philippe, di realizzare un'auto dal baricentro più basso Il cambio era un Tyrrell manuale a cinque marce. Il telaio era di tipo monoscocca interamente in fibra di carbonio, mentre le sospensioni erano a doppi bracci trasversali con configurazione pull-rod divenuto poi push-road con un'insolita configurazione caratterizzata dagli ammortizzatori fuori bordo direttamente ancorati alla base del mozzo ruota su cui agiva un sollevatore idraulico comandato dal pilota, questo dopo le modifiche apportate dal nuovo tecnico Postlethwaite

## Attività sportiva
Le due vetture vennero affidate ai piloti britannici Jonathan Palmer e Julian Bailey. I risultati furono alterni, con l'ottenimento come migliori piazzamenti di due quinti posti di Palmer a Monaco e a Detroit. Con 5 punti accumulati, la squadra si classificò ottava nel campionato mondiale costruttori. La versione modificata della vettura, chiamata 017B, corse nel primo Gran Premio della stagione 1989 equipaggiata da un motore Cosworth V8 DFR.